# Campeonato Amazonense de Futebol de 2017 - Segunda Divisão
A Série B do Campeonato Amazonense de Futebol de 2017 foi a 21ª edição da competição que deu acesso à Primeira Divisão do Campeonato Amazonense de Futebol a ser realizada entre Janeiro e Março de 2017, com a participação de 4 equipes. O campeão e o vice disputaram a Série A no mesmo ano.

## Regulamento
A princípio 6 equipes disputariam a competição , mas faltando pouco mais de um mês para o pontapé inicial as equipes do Cliper e do Sul América desistiram, alterando um pouco o regulamento .
A competição será realizada em três fases. Na primeira e na segunda fase será disputada em forma de pontos corridos, com todos jogando contra todos em ida e volta, iniciando cada fase com 0 pontos. Os critérios de desempate são, em ordem, vitórias, saldo de gols, gols pró, confronto direto (em caso de empate entre dois clubes) e sorteio. Os dois melhores colocados em cada fase vão para final e também se classificam para a Série A de 2017. Em caso de a mesma equipe ser primeira colocada nas duas fases, é declarada campeã e o vice-campeão será o clube com maior número de pontos nas duas fases.
A final será em jogo único, com vantagem de empate e mando de campo para o primeiro colocado, onde o campeão será conhecido entre os dois classificados para a primeira divisão.

## Participantes
| Clube        | Estádio                           | Cidade                                        | Títulos  |
| ------------ | --------------------------------- | --------------------------------------------- | -------- |
| CDC Manicoré | Bacurauzão (3.000 pessoas)        | Manicoré                                      | 1 (2011) |
| Holanda      | Carlos Zamith (5.000 pessoas)     | Rio Preto da Eva (mandará os jogos em Manaus) | 1 (2007) |
| Penarol      | Floro de Mendonça (5.000 pessoas) | Itacoatiara                                   | 0        |
| Tarumã       | Colina (10.000 pessoas)           | Manaus                                        | 0        |

## Tabela

### Primeira Fase
| Domingo, 29 de janeiro | Penarol                 | 2 – 2 | Tarumã                    | Estádio Floro de Mendonça, Itacoatiara |
| 16:00                  | Rodrigo Marajó 45', 50' |       | 35' Erick · 45+3' Luciano | Árbitro: AM Edmar Campos da Encarnação |

| Penarol | Tarumã |

| Domingo, 29 de janeiro | Holanda                                    | 4 – 0 | Manicoré | Estádio Carlos Zamith, Manaus              |
| 17:00                  | Diogo 25' · Ronni 41', 54' · Marinho 90+1' |       |          | Árbitro: AM Ivan da Silva Guimarães Júnior |

| Holanda | Manicoré |

| Quarta-feira, 1 de fevereiro | Penarol                         | 2 – 1 | Manicoré   | Estádio Floro de Mendonça, Itacoatiara      |
| 18:00                        | Rodrigo Marajó 83' · Kitó 90+1' |       | 85' Daniel | Árbitro: AM Antônio Carlos Pequeno Frutuoso |

| Penarol | Manicoré |

| Quarta-feira, 1 de fevereiro | Tarumã | 0 – 2 | Holanda                 | Estádio Carlos Zamith, Manaus           |
| 22:00                        |        |       | 37' Marinho · 78' Diogo | Árbitro: AM Walter Francisco dos Santos |

| Tarumã | Holanda |

| Domingo, 04 de fevereiro | Tarumã                   | 2 – 0 | Manicoré | Estádio da Colina, Manaus          |
| 16:00                    | Juninho 19' · Thiago 87' |       |          | Árbitro: AM Luizinho de Souza Lima |

| Tarumã | Manicoré |

| Sábado, 05 de fevereiro | Penarol  | 1 – 0 | Holanda | Estádio Floro de Mendonça, Itacoatiara    |
| 16:00                   | Kitó 30' |       |         | Árbitro: AM Reginaldo Vasconcelos Noronha |

| Penarol | Holanda |